# Academia de Medicina de Nueva York
La Academia de Medicina de Nueva York (NYAM) es una organización de defensa y políticas de salud fundada en 1847 por un grupo de médicos líderes del área metropolitana de Nueva York como una voz para la profesión médica en la práctica médica y la reforma de salud pública. Los primeros líderes de la academia  en los movimientos de reforma de la época y trabajaron para mejorar la salud pública al enfocarse en las condiciones de vida de los pobres. En 1866, la academia fue instrumental en el establecimiento de la Junta Metropolitana de Salud la primera autoridad moderna de salud pública municipal en los Estados Unidos y la precursora del Departamento de Salud de hoy. En los últimos años, la academia ha funcionado como un defensor eficaz de la reforma de salud pública, así como un importante centro de educación para la salud. La academia ahora se centra en promover la salud urbana en la ciudad de Nueva York y en todo el mundo. Hoy, la academia cuenta con más de tres mil becarios, que incluyen médicos, enfermeras administradores de atención médica y profesionales en todos los campos dedicados a mantener y mejorar la salud.

## Historia
La Academia de Medicina de Nueva York se fundó el 6 de enero de 1847 comenzando el 8 de diciembre de 1846 con un aviso publicado en los periódicos, solicitando a los médicos de la ciudad que se reunieran tres días después en el Liceo de Historia Natural. Solicitó la cooperación de profesionales médicos para elevar el carácter de la profesión, promover sus intereses, crear instalaciones médicas, promover la armonía entre los miembros y ofrecer medios de mejora mutua. Los tres firmantes fueron los doctores Valentine Mott, presidente de la Facultad de Medicina de la Universidad de Nueva York, Alexander H. Stevens, presidente del Colegio de Médicos y Cirujanos de la Universidad de Columbia e Isaac Wood, presidente de la Sociedad Médica de la Ciudad y el Condado de Nueva York
Durante la Primera Guerra Mundial, la academia hizo planes para vender su edificio en 10 West 44th Street para construir una adición a su edificio en 15 West 43rd Street. Un hombre llamado Louis Sherry (del hotel y restaurante Sherry) hicieron una oferta sobre la propiedad, que la academia aceptó a regañadientes alrededor de 1918 continuando sus misiones.

### Arquitectura

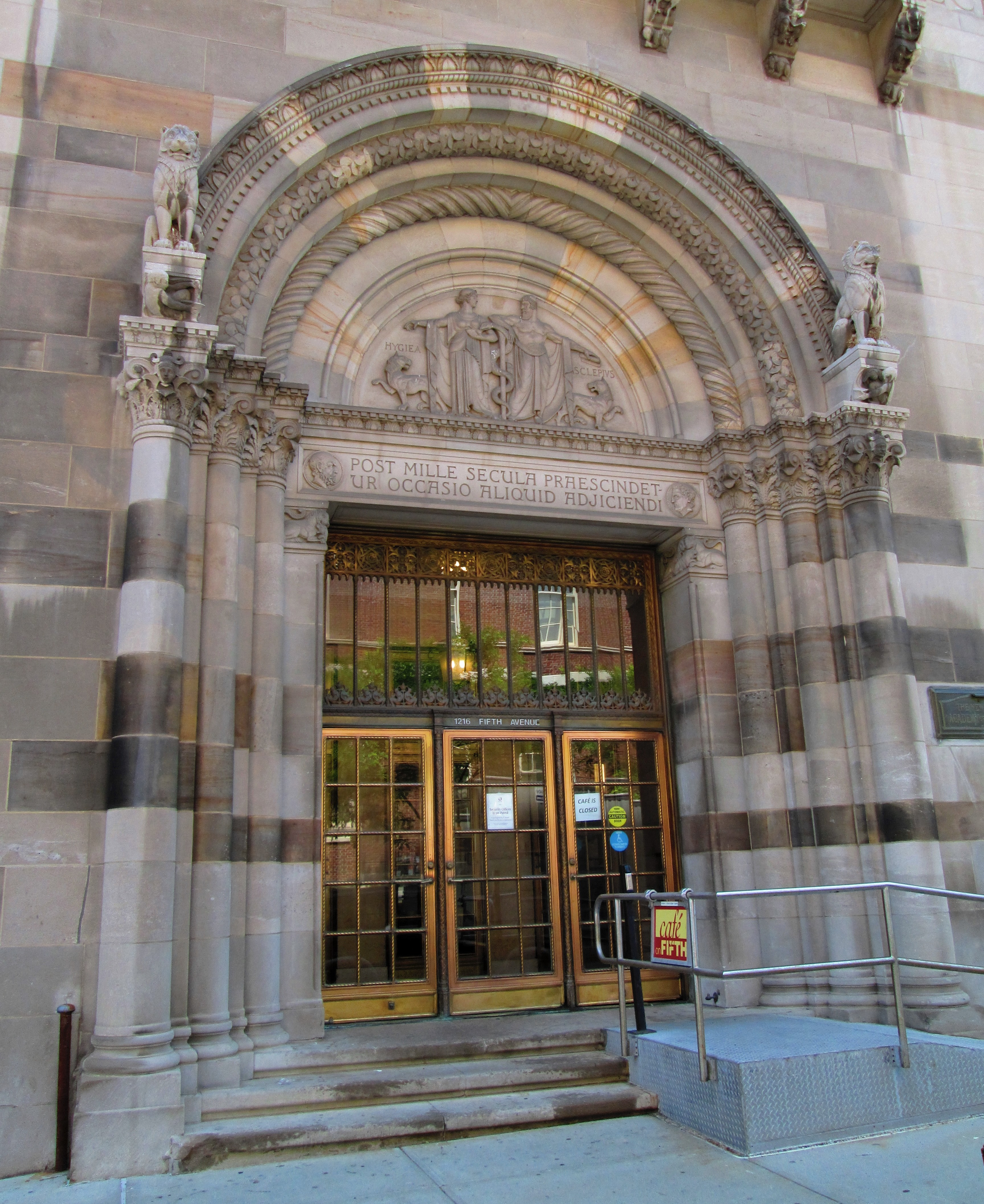
La entrada al edificio

En 1926, la Academia se trasladó a un nuevo edificio de seis pisos  diseñado por York y Sawyer en un estilo ecléctico ; incluyendo toques del renacimiento bizantino y estilos románicos lombardos . El edificio está en East 103rd Street en la esquina de la Quinta Avenida , frente a Central Park en el vecindario de East Harlem de Manhattan , Ciudad de Nueva York .La financiación inicial para el nuevo edificio provino de Carnegie Corporation, aproximadamente un millón de dólares para el edificio, y la Fundación Rockefeller, que aportó 1,25 millones de dólares para una donación.

## Exterior

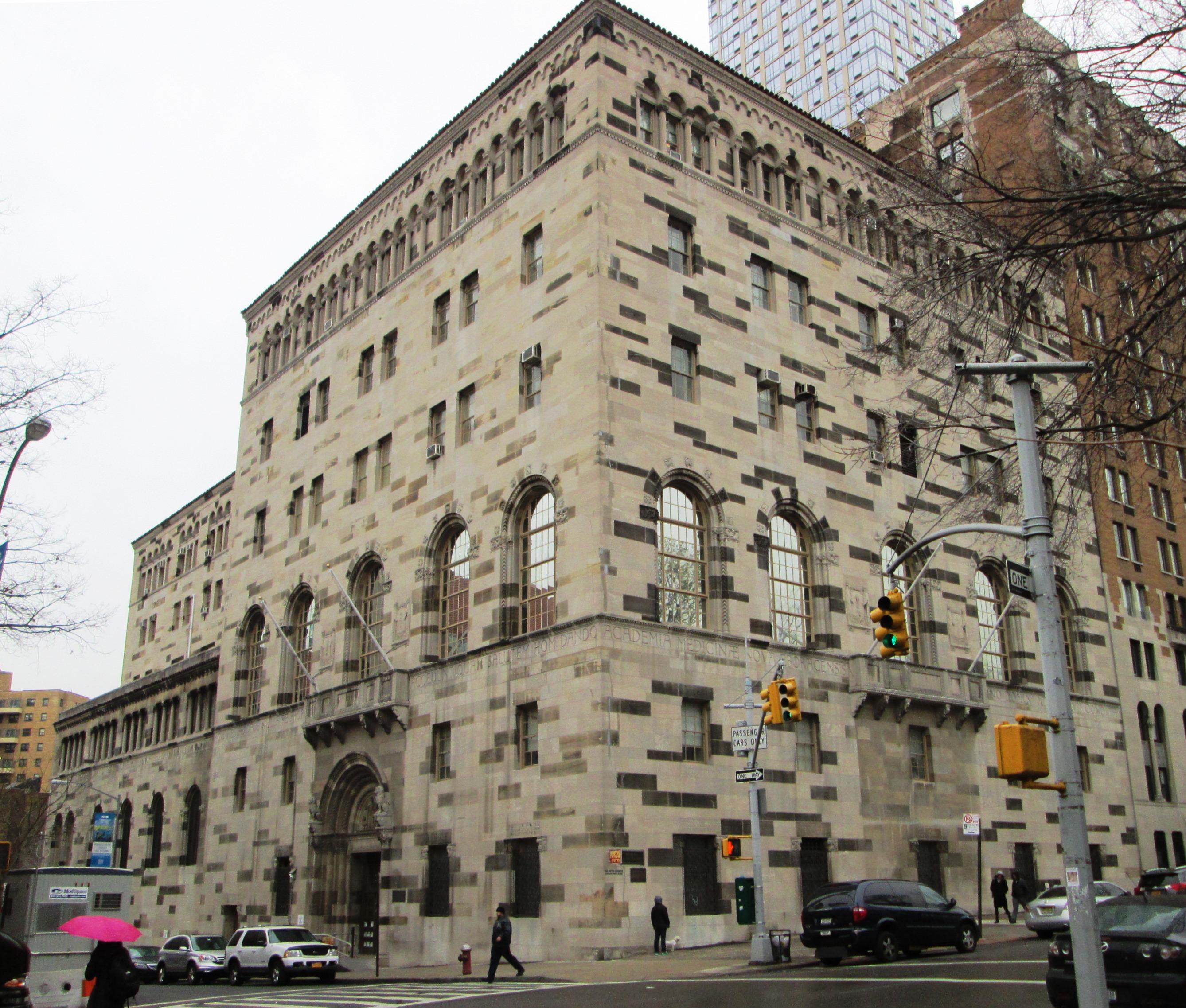

El exterior del edificio utiliza una combinación de variedades de piedra caliza y arenisca. La entrada principal, en la calle 103, utiliza una serie de columnas  románicas, rematadas con estatuas de leones. Las puertas son de bronce ornamentado con diseños florales y pequeñas figuras de Asclepio , dios de la medicina y los médicos, de Higía , hija de Asclepio y diosa de la salud. Los dos dioses también están tallados en el tímpano de la entrada , asistidos por perros, simbolizando la vigilancia y alejando la muerte y la enfermedad. El exterior también presenta muchas inscripciones en latín de autores notables, como Cicerón , Hipócrates , Juvenal , Séneca el Joven.y Virgil . Las ventanas del primer piso tienen rejas exteriores de bronce ornamentales, decoradas con un diseño románico. Los dinteles de esas ventanas tienen figuras de dioses y fauna que simbolizan la medicina e inscripciones en latín adicionales.

## Biblioteca

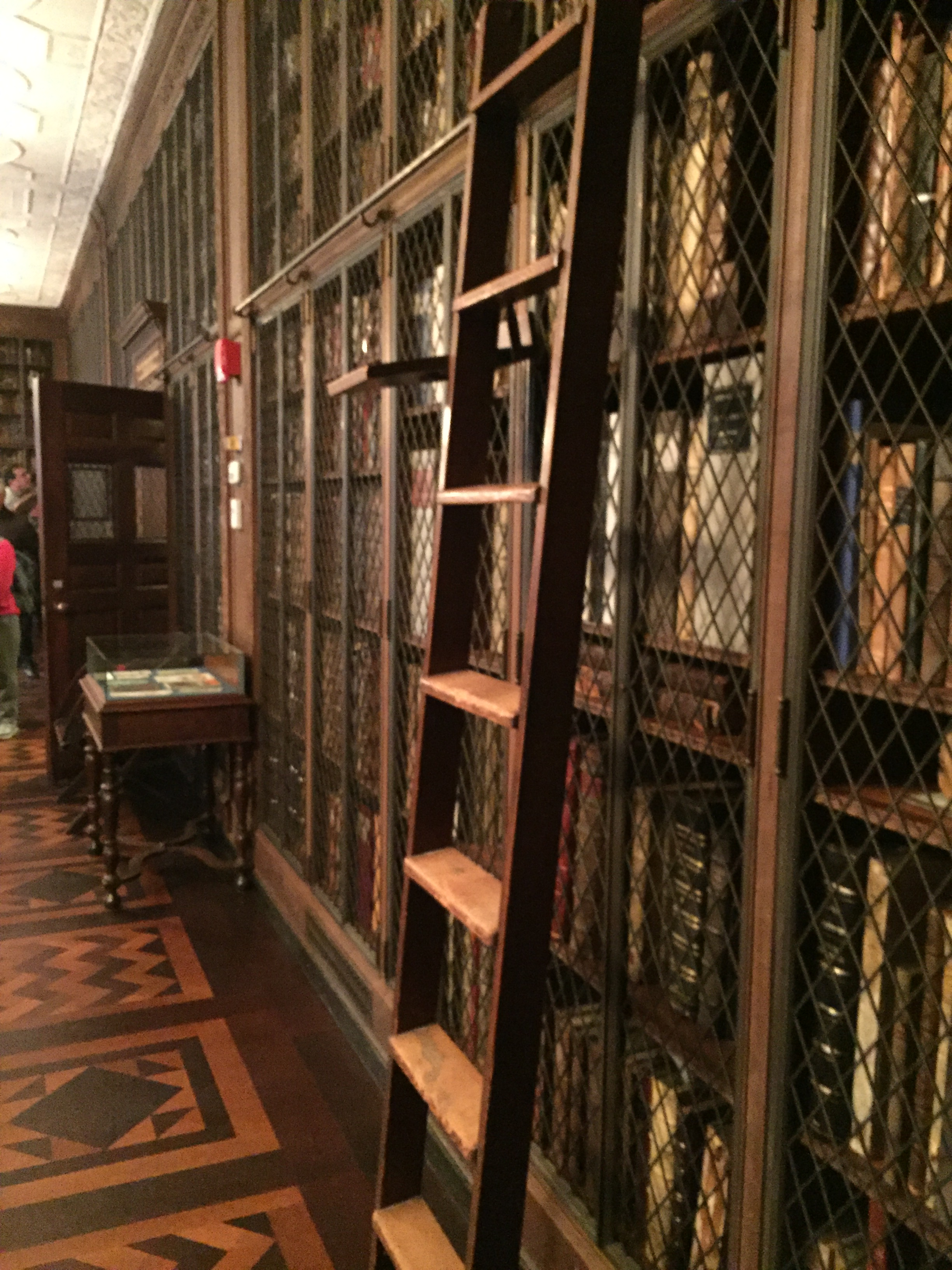
Sala de lectura de libros raros de Barry y Bobbi Coller

La Biblioteca de la Academia alberga una de las colecciones más importantes de medicina y salud pública y está abierta al público en general. Se abrió por primera vez en 1847 cuando la academia abrió por primera vez, pero no estuvo abierta al público hasta 1878. La biblioteca incluye alrededor de 550 000 volúmenes y escritos originales de Sigmund Freud y un prototipo de las dentaduras postizas de George Washington , construidas a partir de dientes reales que fueron donado. La biblioteca es parte del Centro de Historia de la Medicina y Salud Pública de la Academia de Medicina de Nueva York y también incluye la Sala de Lectura de Libros Raros Coller. Los materiales históricos de la biblioteca se conservan en el Laboratorio de Conservación de Libros y Papel de Gladys Brooks. 
Bajo la presidencia de Walter Belknap James (1915-1918), en mayo de 1918, el Consejo de Bibliotecas decidió construir una ampliación en su edificio en 15 West 43rd Street y, en consecuencia, vender su propiedad en 10 West 44th Street. Por esta misma época, la academia aumentó su número de becarios de 1200 a 1300. También existía el requisito de ampliar la práctica de  los becarios a cinco años (a diferencia de los requisitos anteriores de tres años).

### Existencias
La biblioteca contiene el Papiro de Edwin Smith , un texto médico del antiguo Egipto y el tratado quirúrgico sobre trauma más antiguo que se conoce. En 1928, la Academia de Medicina de Nueva York compró la colección de manuscritos incunables de EC Streeter que se exhibió durante la reunión de la Sociedad de Historia de la Ciencia celebrada en Nueva York los días 28 y 29 de diciembre. Había al menos 130 libros impresos antes de 1501 que habían influido fuertemente en la historia de la medicina en el momento de su publicación.
La biblioteca también alberga los archivos de muchas organizaciones relacionadas con la salud que sirven como fuentes primarias para la historia de la educación y la práctica médicas en Nueva York. 
La academia tiene un sitio web para proporcionar contexto y capacidad de búsqueda a la literatura gris a través de su Informe de literatura gris , que se publica cada dos meses. Los recursos citados en el Informe de literatura gris se catalogan e indexan utilizando títulos de materias médicas.